# Wapen van Buitenpost

Wapen van Buitenpost

Het wapen van Buitenpost is het dorpswapen van het Nederlandse dorp Buitenpost, in de Friese gemeente Achtkarspelen. Het wapen werd in 1991 geregistreerd.

## Beschrijving
De blazoenering van het wapen luidt als volgt:
In keel twee dwarsbalken van zilver, de bovenste beladen met een ster en de onderste met een roos, beide van keel; het geheel vergezeld van acht lelies van goud, geplaatst drie, drie en twee.
De heraldische kleuren zijn: keel (rood), zilver (zilver) en goud (geel).

## Symboliek
- Rode en zilveren banen: afkomstig van het wapen van Oostergo.[3]

Acht lelies: staan symbool voor de acht dorp van Achtkarspelen waarvan Buitenpost de hoofdplaats is.
- Ster: dit betreft een zogenaamde "leidster" welke in de Friese heraldiek verwijst naar bestuurlijk leiderschap.[4] Buitenpost is de hoofdplaats van de gemeente Achtkarpelen.
- Rode roos: een roos komt voor op wapens van meerdere vooraanstaande families in Buitenpost, waaronder de familie Van Scheltinga.[4]